# Monika Hamanowa
Monika Haman, z d. Zawadzka, primo voto Senkowska, secundo voto Gluck, publikowała także jako Monika Senkowska-Gluck (ur. 20 grudnia 1925 w Krakowie, zm. 2 maja 2022) – polska historyk prawa, prof. dr hab.

## Życiorys
Przed II wojną światową mieszkała z rodzicami w Katowicach, gdzie jej ojciec był dyrektorem w koncernie Huta Pokój Śląskie Zakłady Górniczo-Hutnicze S.A. w Katowicach. Po wybuchu wojny zamieszkała w Krakowie. Tam w 1943 zdała maturę w ramach tajnego nauczania i rozpoczęła studia na tajnym Wydziale Prawa Uniwersytetu Jagiellońskiego. Studia ukończyła w 1946, następnie pracowała w Ministerstwie Spraw Zagranicznych i Biurze Współpracy Międzynarodowej Ministerstwa Sprawiedliwości. W 1948 wyjechała, korzystając z francuskiego stypendium, na studia w Institut des hautes études internationales na Uniwersytecie Paryskim. Po pogorszeniu stosunków francusko-polskich utraciła jednak stypendium, a ostatecznie wezwano ją do Polski, co uniemożliwiło ukończenie pracy dyplomowej. Po powrocie do Polski pracowała początkowo w Biurze Radców Prawnych Ministerstwa Handlu Zagranicznego, jednak wkrótce podjęła pracę jako asystentka w tworzącym się Wydziale Nauk Społecznych Polskiej Akademii Nauk, następnie w Zakładzie Nauk Prawnych PAN i ostatecznie w powstałym w 1956 Instytucie Nauk Prawnych Polskiej Akademii Nauk. Tam w 1960 obroniła pracę doktorską Kara więzienia w Królestwie Polskim w pierwszej połowie XIX wieku, które promotorem był Karol Koranyi. W 1962 wobec włączenia Zakładu Historii Prawa INP PAN w struktury Instytutu Historii Polskiej Akademii Nauk, została pracownikiem IH PAN. Tam w 1968 uzyskała stopień doktora habilitowanego na podstawie pracy Donacje napoleońskie w Księstwie Warszawskim. Studium historyczno-prawne. W 1983 otrzymała tytuł profesora nadzwyczajnego, w 1994 została profesorem zwyczajnym. Przeszła na emeryturę w 1995.
W latach 1971–1976 była sekretarzem generalnym Polskiego Towarzystwa Historycznego, w 1990-1995 zastępcą sekretarza Wydziału Nauk Społecznych Polskiej Akademii Nauk.
W 1990 została członkiem korespondentem, w 1995 członkiem zwyczajnym II Wydziału Nauk Historycznych, Społecznych i Filozoficznych Towarzystwa Naukowego Warszawskiego.